# PragerU
PragerU, (en español: Universidad Prager) es una organización sin ánimo de lucro (OSAL) 501(c)(3) estadounidense que crea videos sobre diversos temas políticos, económicos y sociológicos, desde una perspectiva conservadora estadounidense. La organización fue cofundada por Allen Estrin y el presentador de programas de entrevistas y escritor Dennis Prager en 2009. La organización depende de donaciones deducibles de impuestos, y una gran parte de su financiación inicial provino de los multimillonarios Dan y Farris Wilks.
A pesar de su nombre, PragerU no es una institución académica y no ofrece clases ni otorga certificados o diplomas. PragerU es criticado con frecuencia por presentar contenidos engañosos o incorrectos en sus vídeos, especialmente los que restan importancia al cambio climático, la pandemia del COVID-19 y el racismo, así como en los que se oponen a la inmigración.

## Historia
PragerU fue fundada en 2011 por el presentador de programas de radio conservador Dennis Prager y el productor de radio y guionista Allen Estrin, con el fin de defender puntos de vista conservadores y contrarrestar lo que Prager considera el debilitamiento de la educación universitaria por parte de la izquierda política. 
Los dos originalmente consideraron convertirla en una universidad física, pero la idea se transformó en un producto digital para ahorrar dinero. PragerU tiene su sede en el Valle de San Fernando de Los Ángeles, California, y tenía alrededor de 50 empleados en enero de 2020.
Desde una demanda por el uso de una fotografía en 2013, PragerU ha utilizado animación en sus videos.
Según su directora ejecutiva, Marissa Streit, un grupo de aproximadamente 500 estudiantes llamado "PragerFORCE" produce sus videos. PragerU alcanzó mil millones de visitas en 2018.

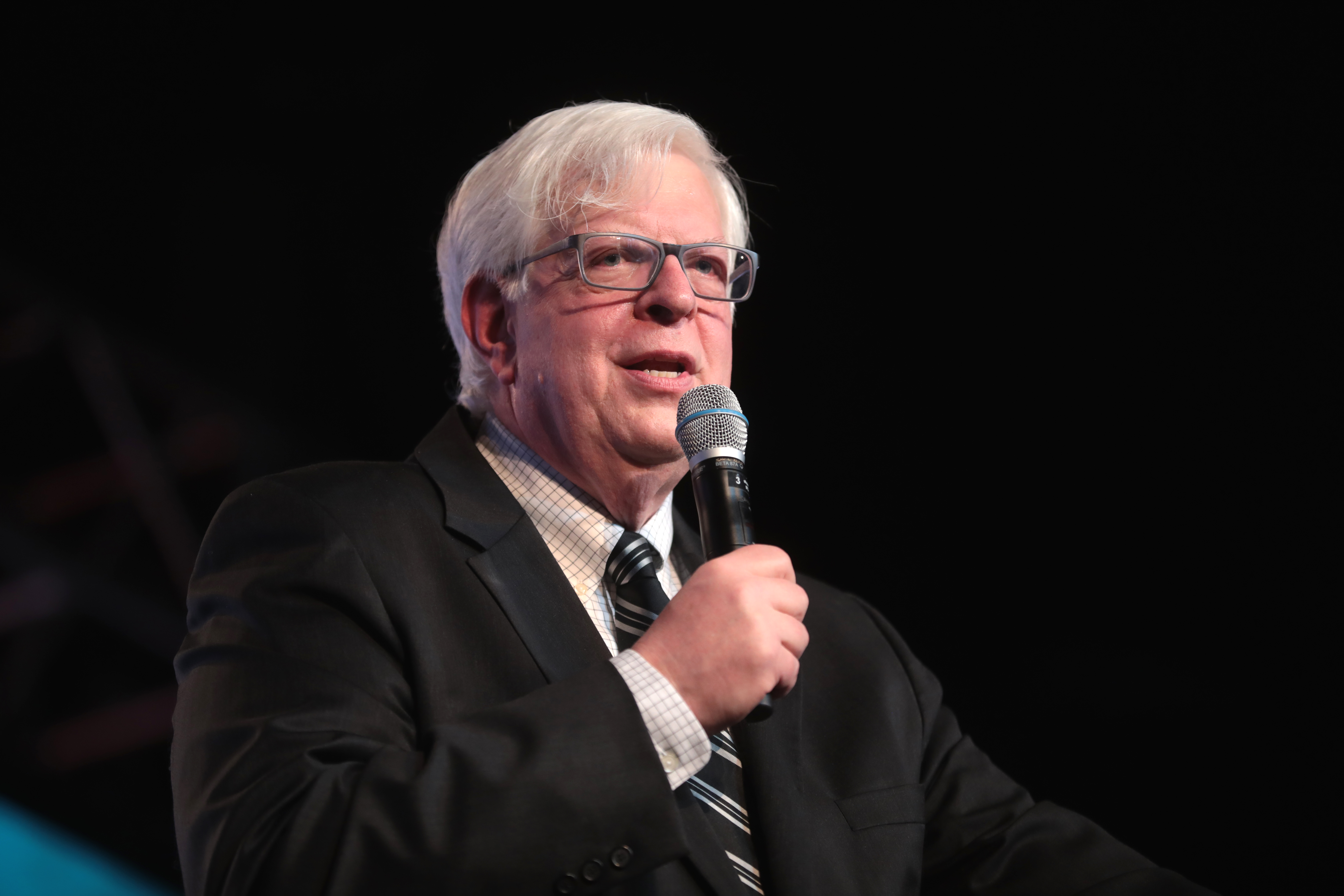
Dennis Prager, es el cofundador de PragerU.

En julio de 2019, el representante de PragerU, Allen Estrin, asistió a la cumbre de medios sociales del entonces Presidente de los Estados Unidos, Donald Trump, junto con otras organizaciones conservadoras y personas como Charlie Kirk y James O'Keefe.
En el otoño de 2020, PragerU comenzó a recaudar fondos para PragerU Resources for Educators and Parents (PREP), un programa educativo dirigido a niños en edad escolar. PREP lanzó su primer contenido educativo el 5 de abril de 2021.

## Conflictos con YouTube y Facebook
En octubre de 2016, PragerU afirmó que YouTube había puesto 21 de los videos de PragerU en la configuración de modo restringido, lo que garantiza que el contenido sea apropiado para la edad. YouTube respondió diciendo: "Nuestro objetivo es aplicar los mismos estándares a todos y no censuramos a nadie. A menudo, no es el enfoque correcto decir que los videos con el mismo tema deben recibir la misma calificación. Necesitaremos tomar en cuenta teniendo en cuenta cuál es la intención del video, cuál es el enfoque del video, qué explican los metadatos circundantes del video". 
En octubre de 2017, PragerU presentó una demanda federal contra la empresa matriz de YouTube, Google, alegando que 37 de sus videos fueron desmonetizados o marcados injustamente para que solo pudieran verse con un filtrado de modo restringido, que limita las vistas según las características del espectador, usando factores como la edad. PragerU afirmó que la desmonetización y el marcado de Google violaron la Primera Enmienda al argumentar que YouTube era un foro público. En marzo de 2018, la juez de distrito de Estados Unidos Lucy Koh, desestimó el caso y dictaminó que debido a que Google era una empresa privada, PragerU no había demostrado que Google había infringido sus derechos de libertad de expresión.
En febrero de 2020, el tribunal de apelaciones del noveno circuito de los Estados Unidos, confirmó esta decisión.
En agosto de 2018, PragerU criticó a YouTube por agregar verificaciones de hechos que contienen información básica sobre el cambio climático, a los videos de PragerU sobre el cambio climático.
En agosto de 2018, Facebook eliminó dos videos de PragerU de su plataforma. Más tarde restauró los videos, diciendo que "fueron eliminados por error".
Según Francesca Tripodi, profesora de sociología en la Universidad James Madison, existen explicaciones no ideológicas plausibles para la eliminación de varios de los videos por parte de Facebook. PragerU sostuvo que Facebook se había involucrado en una censura deliberada.

## Financiación
La organización depende de donaciones para producir su contenido. Una gran parte de la financiación inicial de PragerU provino de los multimillonarios de la fracturación hidráulica (fracking) Dan y Farris Wilks. Dos miembros de la familia Wilks forman parte de la dirección de PragerU. El siguiente donante más grande es la Fundación Lynde y Harry Bradley, otros donantes incluyen la Fundación de la familia Morgan, el Fidelity Charitable Gift Fund, el Donors Trust, el difunto donante republicano Sheldon Adelson, Lee Roy Mitchell y la Fundación Sid & Carol Verdoorn, con sede en Minnesota, dirigida por Sid Verdoorn.
A partir de 2018, la organización tenía un presupuesto anual de $ 10 millones, de los cuales gastó más del 40% en marketing. 
En 2020, PragerU informó haber recibido alrededor de $ 28 millones en ingresos, la mayoría de ellos de donaciones, e informó aproximadamente $ 28 millones en gastos, con un 39% destinado a mercadotecnia.  
PragerU gasta una gran cantidad de dinero en publicidad en Facebook. En 2020, PragerU recibió $ 704,057 en préstamos de ayuda COVID-19 del Programa de Protección de Cheques de Pago.

## Contenido
PragerU publica un video por semana sobre varios temas desde un punto de vista conservador que según su sitio "promueve los valores judeocristianos".  
Sus videos, aunque de actualidad, evitan en gran medida mencionar al expresidente de Estados Unidos, Donald Trump.
En mayo de 2020, su canal de YouTube incluía 968 videos. Cada video cuesta entre $25.000 y $30.000 dólares USA. Los videos apoyan y defienden el capitalismo, están en contra de un salario mínimo de $15 dólares USA y afirman que el derecho a poseer armas en los Estados Unidos es un derecho constitucional. 
Dave Rubin afirma en un video: "racismo, intolerancia, xenofobia, homofobia e islamofobia, son palabras de moda sin sentido". En un video sobre la extrema derecha, Michael J. Knowles sostiene que no tiene nada en común con el conservadurismo, y que en cambio, esta está más cerca de la izquierda política. Los videos promueven el colegio electoral de USA, argumentando que este impide el fraude electoral.[cita requerida]
Climate Feedback, Reuters y The Weather Channel han descubierto que los videos de PragerU promueven afirmaciones inexactas y engañosas sobre el cambio climático. Más de una docena de videos promueven los combustibles fósiles y cuestionan la opinión científica sobre el cambio climático. Según el grupo de expertos sin fines de lucro InfluenceMap, los anuncios específicos publicados en Facebook incluían material engañoso que arrojaba dudas sobre la ciencia. Dichos anuncios equiparaban la preocupación por el cambio climático con la histeria, y promovían la teoría conspirativa de que un gobierno mundial está detrás de las políticas energéticas destinadas a reducir las emisiones de gases de efecto invernadero.
En 2015, PragerU desarrolló dos programas para promover sus puntos de vista en las escuelas públicas y privadas de USA. El programa de educadores de PragerU, proporciona a los maestros planes de lecciones y guías de estudio que acompañan a sus videos. Los maestros de la escuela secundaria y los profesores universitarios pueden registrar sus clases a través del programa de asociación académica de PragerU, que permite a los estudiantes registrarse, y a los maestros monitorear el progreso de sus estudiantes.

## Recepción
Según un informe de 2019, en Los Angeles Times, los videos de PragerU se han visto más de 2 mil millones de veces y se están convirtiendo en un elemento básico en los campus universitarios. En su informe anual de 2020, PragerU declaró que sus videos han recibido más de 4.000 millones de visitas. PragerU ha tenido una gran influencia en comparación con otras organizaciones de defensa del libre mercado, como Reason y National Review.
La revista Vanity Fair dijo que PragerU: "Empaqueta los conceptos sociales de la derecha política en videos ingeniosos" y que PragerU era: "Una de las herramientas más efectivas para los jóvenes conservadores".
La socióloga Francesca Tripodi ha estudiado el marketing y el mensaje de PragerU para la organización sin ánimo de lucro (OSAL) Data & Society. Descubrió que PragerU se basa en la optimización de motores de búsqueda y el contenido sugerido para comercializar sus videos. Tripodi señaló que PragerU era popular entre los encuestados en su estudio y que a todos les gustaban o compartían videos de PragerU en Facebook. Tripodi argumentó que PragerU permite a los espectadores incursionar en un contenido que tiene conexiones con los puntos de conversación de la derecha alternativa. De esta manera, los espectadores que se identifican como conservadores tradicionales obtienen un fácil acceso. También demostró una conexión algorítmica en YouTube entre PragerU, el canal de noticias Fox News y diversas personalidades de la derecha alternativa.
Un artículo de la web de noticias Buzzfeed, publicado en 2018, atribuyó el éxito de PragerU a la calidad de sus valores de producción en comparación con otros medios parecidos, y al uso de presentadores populares con audiencias establecidas. El artículo también señalaba que el sitio web había recibido relativamente poca atención de los analistas de noticias y medios debido a la falta de cobertura de PragerU sobre diversos temas de actualidad.[cita requerida]
Reason ha criticado las afirmaciones de PragerU de ser censurado por las grandes empresas de tecnología por ser falsas, ya que el contenido de la empresa no ha sido eliminado de ninguna plataforma ni de las redes sociales, y que estas afirmaciones indican una mala interpretación de la primera enmienda, por afirmar que la ley protege a un sitio web de cualquier tipo de censura, mientras que la ley simplemente protege al contenido de la web, de la censura por parte del Gobierno federal de los Estados Unidos.
Algunos videos de PragerU afirman que la brecha salarial de género no existe, y según la revista Mother Jones, argumentan que no hay discriminación policial hacia los ciudadanos afroamericanos.[cita requerida]
Según Joseph McCarthy, de The Weather Channel, en uno de los videos de la organización, el defensor de los combustibles fósiles, Alex Epstein, promueve la desinformación sobre el cambio climático, incluyendo en el video afirmaciones falsas y engañosas.
La cobertura de PragerU sobre el COVID-19 ha sido criticada por difundir información falsa y engañosa sobre la pandemia.
En septiembre de 2020, el exsenador de los Estados Unidos por Alaska, Mike Gravel, lanzó The Gravel Institute, un grupo de expertos progresistas de izquierda, para contrarrestar al sitio web de PragerU.

## Críticas a los videos
El historiador Paul Gottfried, que ha escrito extensamente sobre el fascismo, criticó duramente un video de PragerU presentado por Dinesh D'Souza que afirmaba que el fascismo era una ideología de la izquierda política. D'Souza sostuvo que el filósofo italiano Giovanni Gentile, quien influyó en el fascismo italiano, era un izquierdista, a lo que Gottfried señaló que esto contradecía a la investigación de casi todos los estudiosos de la obra de Gentile, que lo ven como un distinguido intelectual de la derecha reaccionaria. Alex Nowrasteh, del Instituto Cato, criticó un video de PragerU, de 2018, de la periodista Michelle Malkin, que abogaba por restricciones más estrictas a la inmigración.

## Temática de los videos
Los videos de PragerU tratan sobre una variedad de temas, incluido el cambio climático, el racismo en Estados Unidos y la oposición a la inmigración, y han sido criticados.